# Struthanthus hunnewellii
Struthanthus hunnewellii là một loài thực vật có hoa trong họ Loranthaceae. Loài này được I.M. Johnst. miêu tả khoa học đầu tiên.